# Castello di Beauvoorde
Il castello di Beauvoorde (in francese château de Beauvoorde) è un castello della Provincia delle Fiandre Occidentali in Belgio, situato a Wulveringem (Beauvoorde), antico comune ora facente parte di Veurne.

## Storia
Il primo proprietario noto del castello è Jan de Valuwe, che lo possedeva nel 1408.
Il castello fu incendiato dai Pezzenti di mare (Watergeuzen) nel 1584 e fu ricostruito nel 1617 in stile rinascimentale.
In quest'epoca, il castello era di proprietà di Jacob Bryarde e la sua famiglia ne rimase proprietaria fino al 1828; in seguito, il castello divenne una fattoria feudale, che doveva essere demolita.
Arthur Merghelynck acquistò il castello nel 1875 quasi totalmente in rovina e ne intraprese la ristrutturazione.
L'edificio fu ingrandito da Joseph Vinck, l'architetto della città di Furnes. Al possedimento fu aggiunto un giardino franco-inglese.
Nel 1905, Merghelynck, privo di discendenza, lasciò i suoi beni tramite testamento allo Stato belga, per essere messi a disposizione dell'Académie royale de Langue et Littérature néerlandaises (KANTL).
Nel 1987, il castello fu classificato monumento storico. Nel 1998, la KANTL trasferì la gestione del castello alla Fondazione del patrimonio fiammingo, mentre il parco del castello è gestito dalla Communauté flamande a partire dal 2003.